# Landgericht Selb
Das Landgericht Selb war ein von 1812 bis 1879 bestehendes bayerisches Landgericht älterer Ordnung mit Sitz in Selb im heutigen Landkreis Wunsiedel im Fichtelgebirge. Die Landgerichte waren im Königreich Bayern Gerichts- und Verwaltungsbehörden, die 1862 in administrativer Hinsicht von den Bezirksämtern und 1879 in juristischer Hinsicht von den Amtsgerichten abgelöst wurden.

## Geschichte
Selb war Amtssitz im „Sechsämterland“ im Fürstentum Brandenburg-Kulmbach. Nachdem der letzte Markgraf Karl Alexander abgedankt hatte, stand die Region von 1791 bis 1806 unter preußischer Verwaltung. Nach vier Jahren französischer Militärverwaltung wurde sie im Jahr 1810 in das Königreich Bayern eingegliedert.
Im Jahr 1812 wurde im Verlauf der Verwaltungsneugliederung Bayerns das Landgericht Selb errichtet. Dieses wurde dem Mainkreis zugeschlagen, dessen Hauptstadt Bamberg war.
Anlässlich der Einführung des Gerichtsverfassungsgesetzes am 1. Oktober 1879 wurde das Amtsgericht Selb errichtet mit identischem Sprengel wie das zu gleich aufgehobene Landgericht Selb mit den Gemeinden: Erkersreuth, Heidelheim, Hohenberg an der Eger, Längenau, Lauterbach, Mühlbach, Neuhaus an der Eger, Neuhausen, Oberweißenbach, Plößberg, Schönwald, Selb, Silberbach, Spielberg, Unterweißenbach und Vielitz.